# Frontera entre Egipto y Gaza

Franja de Gaza

La frontera entre Egipto y Gaza tiene 12 kilómetros (7,5 millas) de largo entre el enclave palestino de la Franja de Gaza y la República Árabe de Egipto. Hay una zona de amortiguamiento a lo largo de la frontera que tiene unos 14 kilómetros (8,7 millas) de largo.
El paso de Rafah es el único punto fronterizo entre Egipto y la Franja de Gaza. Está ubicado en la frontera internacional que fue confirmada en el Tratado de paz egipcio-israelí de 1979. Sólo el paso de personas se realiza a través del paso fronterizo de Rafah; como tal, la frontera entre Egipto y Gaza sólo está abierta al paso de personas, no de mercancías. Todo el tráfico de carga debe pasar por Israel, generalmente a través del paso de Kerem Shalom, controlado por Israel, en la barrera Gaza-Israel.